# Viréo à tête bleue
Pour les articles homonymes, voir Tête bleue.
Vireo solitarius
Espèce
Statut de conservation UICN

 LC  : Préoccupation mineure
Le Viréo à tête bleue (Vireo solitarius) est une espèce de passereaux appartenant à la famille des Vireonidae et reconnaissable à sa tête bleu-vert.

## Description
Les adultes ont la partie supérieure de la tête de couleur olive, avec un duvet blanc à la partie inférieure et un duvet jaune sur les côtés. Les yeux sont noirs, cerclés de corolles blanches, et des raies blanches sur les ailes. Ils ont un port majestueux et des pattes puissantes, de couleur gris-bleu. Cet oiseau était naguère appelé Vireo Solitaire, par confusion avec le Viréo de Cassin et le Viréo plombé.

## Répartition
Cet oiseau vit au Canada à l'est des Montagnes Rocheuses et dans le nord-est des États-Unis. Il migre vers le sud-ouest des États-Unis et l'Amérique centrale.

Carte de répartition
Aire de nidification
Voie migratoire
Aire d'hivernage

## Habitat
Cette espèce peuple les forêts de feuillus et de conifères.

## Reproduction
Le nid, volumineux, a la forme d'une tasse suspendue à une fourche de branchage. Le mâle couve les œufs avec la femelle et peut chanter sans quitter le nid.

## Alimentation
Cet oiseau chasse les insectes dans la partie supérieure du feuillage des arbres et quitte parfois même le feuillage pour les attraper. Il se nourrit également de baies, surtout l'hiver.

## Sous-espèces
D'après Alan P. Peterson, il existe deux sous-espèces :
- Vireo solitarius alticola Brewster, 1886 ;
- Vireo solitarius solitarius (A. Wilson, 1810).